# كريستيان رودريغيز
كريستيان غابرييل رودريغيز باروتي (بالإسبانية: Cristian Rodríguez)‏ (مواليد 30 سبتمبر 1985 في خوان لاكازي) لاعب كرة قدم أوروغواياني دولي يجيد اللعب في خط الوسط . يلعب حاليا لنادي بينارول منذ 2017.

## روابط خارجية
- كريستيان رودريغيز على موقع الاتحاد الدولي (مؤرشف)  (الإنجليزية)
- كريستيان رودريغيز على موقع الاتحاد الأوربي (الإنجليزية)
- كريستيان رودريغيز على موقع قاعدة بيانات كرة القدم.إي يو (الإنجليزية)
- كريستيان رودريغيز على موقع بيانات كرة القدم. دي إي (الألمانية)
- كريستيان رودريغيز على موقع ليكيب (الفرنسية)
- كريستيان رودريغيز على موقع ناشيونال فوتبول تيمز (الإنجليزية)
- كريستيان رودريغيز على موقع Soccerbase.com (لاعب) (الإنجليزية)
- كريستيان رودريغيز على موقع Soccerway.com (الإنجليزية)
- كريستيان رودريغيز على موقع عالم كرة القدم.نت (الإنجليزية)
- كريستيان رودريغيز على موقع AS.com (الإسبانية)